# Patrick Le Bel
Patrick Le Bel est le pseudonyme d'un collectif de cinq journalistes anonymes, salariés de la chaîne de télévision française TF1, auteurs en 2007 du livre Madame, monsieur, bonsoir : Les dessous du premier JT de France, dans lequel ils dénoncent les conditions de la réalisation des journaux télévisés de 20 heures et de 13 heures de la chaîne. Ils s'en prennent particulièrement à Patrick Poivre d'Arvor, mais aussi à Claire Chazal et à Jean-Pierre Pernaut.
Ce pseudonyme est un jeu de mots sur le nom de l'ancien PDG de TF1, Patrick Le Lay.
Bertrand Lambert, auteur un an plus tôt d'un autre livre critique sur la chaîne, a émis en 2008 l'hypothèse qu'il ne s'agirait que d'un seul journaliste, et que la version du collectif aurait été inventée par son éditeur pour le protéger ; ou encore que l'auteur est en réalité Nonce Paolini, nouveau PDG de la chaîne, cherchant à déstabiliser les animateurs de JT qu'il souhaite remplacer.